# 5287 Heishu
5287 Heishu este o planetă minoră (asteroid), cu un diametru de 8,25 km, din centura de asteroizi. A fost descoperită pe 20 noiembrie 1989 la Kani⁠(d) de Yoshikane Mizuno⁠(d) și a fost numită după Hosoi Heishū⁠(d). 
Obiectul prezintă o orbită caracterizată de o semiaxă mare de 2,6849544 UAi, o excentricitate de 0,2084299, o înclinație de 6,45047 ° în raport cu ecliptica.